# Асрян Карен Араратович
Карен Асрян (вірм. Կարեն Ասրյան; нар. 24 квітня 1980 - 9 червня 2008 Єреван) – вірменський шахіст, гросмейстер від 1998 року.

## Шахова кар'єра
Неодноразово брав участь у чемпіонатах світу і Європи серед юніорів. У 1996 року на острові Менорка виборов титул чемпіона світу до 16 років. Того ж року переміг на Кубку Каспарова в Москві. Через рік переміг (вигравши всі партії) на черговому турнірі юніорів, меморіалі Тиграна Петросяна в Москві, а також поділив 2-ге місце (позаду Костянтина Сакаєва) на меморіалі Михайла Чигоріна в Санкт-Петербурзі. У 1998 році поділив 1-ше місце (разом з Володимиром Малаховим) у Мінську. Рік по тому в Єревані виборов титул чемпіона Вірменії. 2000 року виборов бронзову медаль на чемпіонаті світу серед юніорів до 20 років, який відбувся в Єревані. У 2001 році поділив 1-ше місце на турнірі за швейцарською системою в Дубаї. 2004 року переміг на турнірі в Степанакерті (попереду Бертоломея Мацеї). У 2005 році завоював срібну, а в 2006 - бронзову медаль на чемпіонаті своєї країни (обидва турніри пройшли в Єревані). У 2007 році (на тай-брейку) удруге в кар'єрі став чемпіоном Вірменії, а наступного року (також на тай-брейку) – втретє.
Чотири рази виступив на чемпіонаті світу ФІДЕ, який проходив за олімпійською системою:
- 1999 – Лас-Вегас - вихід до 3-го раунду, в якому програв з Олександрові Халіфману,
- 2000 – Нью-Делі - поразка в 1-му раунді від Люка ван Велі,
- 2001 – Москва - поразка в 1-му раунді від Ігоря Хенкіна,
- 2004 – Триполі - вийшов у 2-й раунд, в якому програв Майклові Адамсу.

У 1996-2006 роках п'ять разів брав участь у шахових олімпіадах, виборовши 3 медалі: дві золоті (у командному заліку 2006 року і в особистому заліку на 5-й шахівниці 1996 року), а також бронзову (в командному заліку 2002 року). Загалом на олімпіадах зіграв 46 партій, у яких здобув 29½ очка. Також триразовий призер командних чемпіонатів світу: золотий (2005, в особистому заліку на третій шахівниці) і двічі бронзовий (у командному заліку у 2001 та 2005 роках).
Найвищий рейтинг Ело в кар'єрі мав станом на 1 січня 2006 року, досягнувши 2646 очок займав тоді 61-те місце в світовому рейтинг-листі ФІДЕ, одночасно займаючи 3-тє місце серед вірменських шахістів.
Помер 9 червня 2008 року від серцевого нападу.

## Зміни рейтингу
| На цьому місці має відображатися графік чи діаграма, однак з технічних причин його відображення наразі вимкнено. Будь ласка, не видаляйте код, який викликає це повідомлення. Розробники вже працюють для того, щоби відновити штатне функціонування цього графіка або діаграми. | |
| | На цьому місці має відображатися графік чи діаграма, однак з технічних причин його відображення наразі вимкнено. Будь ласка, не видаляйте код, який викликає це повідомлення. Розробники вже працюють для того, щоби відновити штатне функціонування цього графіка або діаграми. |